# ベルグマンM1896
ベルグマンM1896（Bergmann Model 1896 Semi Automatic Pistol）はドイツのベルグマン社が1896年に販売した半自動式拳銃（セミオートピストル）である。

## 概要

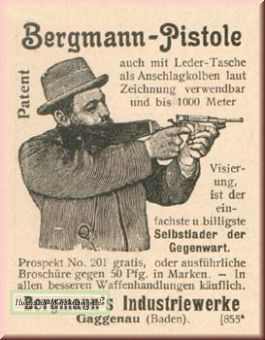
本銃のドイツ語広告。銃床を装着すれば1000メートルまで射撃可能で、当時もっとも単純・安価な自動拳銃であるとうたっている。

本銃は自動拳銃の黎明期に発表されたが、商業的にはあまり成功を収めなかった銃である。バリエーションがいくつかあり、内部機構はほぼ同じなので本項ではもっとも一般的なNo.3（後述）をもとに記述する。また一般的にベルグマン・ピストルと呼ばれることもある。
もともとは1894年に開発されたM1894をベースに開発され口径により３つのバリエーションを持つ。設計は機関銃で有名なルイス・シュマイザー（ヒューゴ・シュマイザーの父）の協力によるとされる。内部機構はヒシテイション・ロックと呼ばれる一種の遅延式ブローバックであり、撃発とブローバックのタイミングを遅らせることでリコイルの威力を緩和させ適切な力でブローバックさせるものである。ライフルの機構を片手に持てる程度に縮小することから始まった自動拳銃の開発姿勢のため本銃もモーゼルC96同様トリガーの前にマガジン部を持つが、装填は弾丸の側面も包み込むクリップごと差し込むマンリカ式（マンリヒャー式）を採用している。が、クリップは入れっぱなしにする物ではなく、後端に丸い取っ手が付いていて装填後引き抜くタイプであった（一説には特許問題により装填方式がこうなったと言われる）。引き金の前には固定弾倉があり、右側面の扇形をしたカバーを前方へ回して開き、弾薬をクリップごと弾倉へはめ込み、カバーを閉めると給弾レバーが作用して弾薬を押し上げる。
口径は5mmと6.5mm、8mmがあり弾丸はオリジナルの5mmベルグマン、6.5mmベルグマン、8mmベルグマンを使用する。このカートリッジはボトルネックできついテーパーが付いていた（8mmを除く）。これは排莢をエキストラクターを使わずガス圧で行なうためとされている（後にエキストラクター追加）。装弾数は5発であり、外部ハンマー露出型である。チャンバーとハンマーは離れているため長めのファイアリングピンを持つ。

### ベルグマンM1894
ベルグマンM1894はドイツのベルグマン社が1894年に販売した自動拳銃である。正式にはベルグマン-シュマイザーM1894と言い、M1896の原型となった銃である。8mmと6.5mmのNo.1は、M1896 No.3、またはM1896 No.4とほぼ同じ外見をしている。エキストラクターが無いモデルのみだったという。5mmのNo.2は折りたたみ式のトリガーを持つM1896 No.2とほぼ同じ外見だが、ボルトにコッキングレバーがつけられている。どちらもボーチャードピストルと同時期に発売されたのだが、世界初の実用拳銃という称号は販売数の差か、ボーチャードピストルに与えられている。

### ベルグマン・ベアード
本銃は「ベルグマン・ベアード」と呼ばれる事もあるが、それは正確ではない。
正しくは、ベルグマン・ベアードとは、M1896を着脱式弾倉を使用できるように改良した、1901年登場の「マーズピストル」（MARS PISTOL）を原型とし、ベルギーのAEP社（Anciens Establissments Pieper）で製造された軍用自動拳銃のシリーズのことを指す。ベアードの名称は、AEP社が「Bayard」（バヤール=魔法の馬）をトレードマークとしていたことに由来する。

## バリエーション
- M1894

原型
- No.1

M1894の改良型として開発。実際には製作されなかったか、数丁の試作で終わったとされている。
- No.2

口径5mmのM1896を指す。この5mmという口径は、一般的な口径表示と比べると.22口径（5.6mm）よりも小さい。そのためプリンキング用の銃として開発されたと言われ、1500～2000丁ほどの生産で終わったとされる。降りたたみ式のトリガーを持ち、携帯性に優れていた。ポケット・オートの最初のモデルではないかと言われている。
- No.3

口径6.5mmのM1896であり一般的にベルグマン・ピストルというとこのモデルを指すことが多い。No.2と違ってボルトがレシーバー上部で露出している。銃の中央に空いた丸いトリガーの穴や銃身にむかって細く絞り込まれるようなラインが美しいと言われガン・コレクターの間では評価の高い銃である。No.4とあわせ4,400丁ほどが生産されたとされる。
- No.4

口径8mmのM1896。軍用に威力をアップさせたモデル。わずかに一部の国の軍用として採用されたと言われるが詳細不明。
- マーズピストル

M1896の改良型。1901年開発。この銃から着脱式弾倉を使用できるようになる。本格的な閉鎖機構を搭載し、より強力な「9mm×23 ベルグマン」（9mmラルゴ）弾を採用。以降のモデルにも引き継がれる事となる。
- M1903

マーズピストルの改良型。スペイン陸軍で採用。
- M1908

M1903の改良型。1905年のスペイン陸軍からの3000挺の追加発注に応えるために、ベルグマン社に大量生産能力が無かったので、ベルギーのAEP社に下請けとして製造を委託。この銃からベルグマン・ベアードと呼ばれる。
- M1910

M1908とほぼ同時期の開発。デンマーク陸軍で採用。AEP社製造。
- M1910/21

M1910の改良型。デンマーク陸軍で採用。第一次世界大戦戦後にデンマークに移転したAEP社によって開発および製造。

## リンク
- Bergmann Model 1896 Semi Automatic Pistol - 全米ライフル協会の博物館『National Firearms Museum』の所蔵品。